# Nongfaïré (Yalgo)
Pour les articles homonymes, voir Nongfaïré.
Ne doit pas être confondu avec Nongofaire.
Nongfaïré, également orthographié Nong Faïré ou Nongofaïré ou Nongo Faïré, est une localité située dans le département de Yalgo de la province du Namentenga dans la région Centre-Nord au Burkina Faso. 

## Géographie
Localité très dispersée entre divers centres d'habitations situés sur la rive gauche de la rivière Faga, Nongfaïré se trouve à 10 km à l'est de Taparko (et de la route nationale 3) et à environ 13 km au sud-est du centre de Yalgo, le chef-lieu du département.

## Économie
L'économie du village est principalement axée sur l'agro-pastoralisme.

## Éducation et santé
Le centre de soins le plus proche de Nongfaïré est le centre de santé et de promotion sociale (CSPS) de Taparko tandis que le centre médical (CM) est à Tougouri et que le centre médical avec antenne chirurgicale (CMA) de la province se trouve à Boulsa.